# Voliba leptomorpha
Voliba leptomorpha là một loài bướm đêm trong họ Crambidae.